# Duncan MacPherson
Duncan Alvin MacPherson (* 3. Februar 1966 in Saskatoon, Saskatchewan; † wahrscheinlich am 9. August 1989 in Neustift im Stubaital, Österreich) war ein kanadischer Eishockeyspieler, der in seiner dreijährigen professionellen Karriere für die Springfield Indians in der American Hockey League (AHL) und die Indianapolis Ice in der International Hockey League (IHL) auf der Position des Verteidigers spielte.
MacPherson verschwand 1989 bei einem Skiurlaub am Stubaier Gletscher in Tirol unter ungeklärten Umständen. Sein verstümmelter, lebloser Körper wurde im Juli 2003, 14 Jahre später, aufgrund der Schneeschmelze zufällig durch einen Pistenarbeiter des Skigebiets entdeckt. MacPherson brach mit seinem Snowboard wahrscheinlich durch eine Schneebrücke in eine tiefe Gletscherspalte und wurde durch nachfolgende Pistenpräparationen vollständig begraben. Wie er letztlich zu Tode kam, konnte nicht mit letzter Sicherheit geklärt werden. Das Verhalten der zuständigen österreichischen Behörden kurz nach dem Verschwinden bis zu den Ermittlungen nach Auffinden der Leiche wird bis heute sowohl von Angehörigen des Kanadiers als auch medial kritisiert.
Der US-amerikanische Schriftsteller John Leake verfasste über den Fall ein Buch, in dem er, genauso wie die Eltern MacPhersons, den Behörden Schlamperei und Vertuschung vorwarf.

## Karriere als Eishockeyspieler
MacPherson wurde im kanadischen Saskatoon in der Provinz Saskatchewan als Sohn von Lynda und Bob MacPherson geboren. Er begann früh mit dem Eishockeysport und wurde im Sommer 1982 in das lokale Juniorenteam, den Saskatoon Blades, aufgenommen, wo er auf der Position des linken Verteidigers in der Western Hockey League (WHL) spielte. Eine Zeit lang spielte er dabei mit dem späteren Publikumsliebling der Toronto Maple Leafs Wendel Clark. Beim NHL Entry Draft 1984 wurde der talentierte Defensivmann an der 20. Position von den New York Islanders ausgewählt, für die er jedoch nie spielen sollte. Er verblieb bei den Blades und war in seinen vier Jahren der Fan Favourite, während er von seinen Gegnern aufgrund seiner robusten und harten Spielweise respektvoll als MacFearsome (MacFurchterregend) bezeichnet wurde. In 189 Einsätzen konnte MacPherson 21 Tore erzielen und bei 98 weiteren Treffern assistieren.
Ab der Saison 1986/87 spielte er in der American Hockey League für die Springfield Indians (AHL), einem Farmteam der New York Islanders, für die er in seinem ersten Jahr jedoch aufgrund einer Knieverletzung nur sporadisch zum Einsatz kam. Dies änderte sich in der nächsten Spielzeit 1987/88, in der er die überwiegende Anzahl an Spielen bestritt und fünf Tore und 14 Assists sammelte. In der folgenden Saison 1988/89 rutschte er immer weiter aus der Rotation und war parallel bereits für die Indianapolis Ice in der International Hockey League (IHL) im Einsatz. Nach dieser enttäuschenden Spielzeit wurde MacPherson, letztlich auch aufgrund seiner Verletzungsanfälligkeit, aus seinem Vertrag mit den Islanders ausbezahlt und schließlich entlassen.

## Vermisstenfall

### Chronologie der Europareise
MacPherson wurde angeboten, als Spielertrainer für den schottischen Verein Dundee Tigers zu arbeiten. MacPherson erwog das Angebot, akzeptierte es jedoch vorerst nicht. Um sich das Land und die Spielstätten der Mannschaft anzusehen, wollte MacPherson am 12. August 1989 in Dundee eintreffen.
Am 2. August trat er die Reise von Saskatoon über Edmonton nach Europa an. Er wollte zunächst ehemalige Weggefährten besuchen, welche mittlerweile bei europäischen Vereinen spielten. Über London kommend, traf er am 3. August in Nürnberg ein, wo er seinen alten Freund und ehemaligen Mentor George Pesut traf, welcher wie er in Saskatoon aufgewachsen war und nun beim EHC 80 Nürnberg unter Vertrag stand. Als Pesut mit der Mannschaft zu einem Turnier nach Prag abreiste, überließ er MacPherson seinen roten Opel Corsa, mit welchem dieser am 7. August nach Füssen aufbrach. Beim EV Füssen spielte sein ehemaliger Saskatoon-Teamkollege Roger Kortko. Am nächsten Tag kündigte er sich bei Freunden im italienischen Bozen an und wollte ursprünglich am 10. August das geliehene Auto nach Nürnberg zurückbringen und von dort aus nach Schottland weiterreisen.
Doch kurzfristig beschloss MacPherson, in Österreich Skifahren zu gehen und nicht nach Südtirol zu fahren, teilte diese Absicht jedoch niemandem mit. In der Nähe des Stubaier Gletschers mietete er sich ein Zimmer in einem Hostel. In dieser Zeit kontaktierte er den neuen Besitzer der Dundee Tigers, den Kanadier Ron Dixon, um ihm die Annahme des Vertragsangebots mitzuteilen. Er erwähnte, dass er plane, mit dem Zug von Nürnberg nach Frankfurt am Main zu fahren, um von dort aus den Flug nach Schottland anzutreten. Roger Kortko war der letzte Bekannte, der ihn sah, und Dixon der letzte, der mit ihm sprach. Am 12. August kam er nicht wie vereinbart in Dundee an. Nachdem George Pesut am 15. August wieder nach Nürnberg zurückkehrte, war er verwundert, dass sein Auto nicht wie vereinbart zurückgebracht worden war und MacPhersons Habseligkeiten noch in seinem Apartment waren. Am nächsten Tag kontaktierte ein Spielertrainer der Tigers seine Eltern und nach Rücksprache mit Pesut stellte dieser erneut einen Tag später eine Vermisstenanzeige bei der Nürnberger Polizei.

### Lokalisierung MacPhersons
Mitte August 1989 war abzusehen, dass MacPherson verschwunden war und die deutsche Polizei startete eine umfangreiche Suchaktion, die jedoch ohne Erfolg blieb. Auch Freunde und die Familie, welche aus Kanada nach Nürnberg gereist waren, beteiligten sich an dieser. Man erwog die Möglichkeiten eines Verbrechens oder eines unentdeckten Autounfalls, denn auch Pesuts rotes Fahrzeug tauchte nicht wieder auf. Die kanadische Interpol sandte Information über MacPherson an verschiedene Nachbarländer Deutschlands. Da die Eltern Bob und Lynda bei der Suche laut eigener Aussage nicht ausreichend unterstützt wurden, machten sie sich selbstständig auf, um in den umliegenden Ländern Italien, Österreich und der Schweiz nach dem Vermissten zu suchen. Am 31. August trafen diese in Innsbruck ein, dort wusste man nichts von Duncan MacPherson und setzte vorerst auch keine Suchmaßnahmen in Gang. Erst ab dem 18. September begann die Polizei, Hotels und Hostels nach seinem Verbleib abzusuchen.
Am 20. September 1989 strahlte der ORF auf das Drängen der Eltern hin eine Vermisstenmeldung in Tirol heute aus. Ein Mitarbeiter des Skigebiets am Stubaier Gletscher erkannte das Fahrzeug, mit welchem MacPherson unterwegs gewesen war, und kontaktierte die Behörden. Am 22. September wurde das Fahrzeug als jenes von George Pesut identifiziert. Ein weiterer Mitarbeiter des Skigebiets gab zu Protokoll, dass dieses erst nach dem 1. September dort abgestellt wurde. Eine Aussage, die sich später als falsch herausstellte, denn es stand sechs Wochen lang unverändert an derselben Stelle, wurde in diesem Zeitraum jedoch von niemandem als auffällig betrachtet.

### Suchaktionen und erste Ungereimtheiten
Nun war offensichtlich, dass MacPherson nicht mehr lebendig aufgefunden werden konnte, und die Suche konzentrierte sich auf das Umland rund um den Stubaier Gletscher. Die Polizei und Bergrettung starteten am 23. September eine Suchaktion, welche jedoch erfolglos verlief. Den Eltern des Verschwundenen wurde von den Verantwortlichen des Skigebiets mitgeteilt, dass der August 1989 zu warm zum Skifahren war und die lokale Gendarmerie vertrat die Theorie, dass er höchstwahrscheinlich beim Wandern in der Umgebung verunglückt war und nicht entdeckt wurde. Dass jedoch sehr wohl Pisten im August präpariert waren, erfuhr man erst durch eine zufällige Begegnung mit dem Snowboard-Lehrer Walter Hinterhölzl, welcher das Fahndungsposter auf dem Fahrzeug der Eltern MacPhersons sah. Dieser konnte sich letztlich erinnern, ihm eine Unterrichtsstunde gegeben zu haben.
Hinterhölzl gab an, dass sich MacPherson am 9. August ein Snowboard sowie passende Schuhe entlehnt und sich für den Snowboard-Unterricht bei ihm eingeschrieben hatte. Dieser dauerte zwei Stunden und endete um zirka 12:45 Uhr. Anschließend aßen die beiden zusammen und MacPherson hing sein nasses Sweater, einen Rollkragenpullover und seinen Gürtel in Hinterhölzls Zimmer zum Trocknen auf. Außerdem fixierte er eine weitere Übungsstunde mit dem Trainer am nächsten Tag. MacPherson kehrte am Nachmittag auf die Piste – an diesem Tag war lediglich eine einzige für den Skibetrieb geöffnet – zum selbstständigen Training zurück und Hinterhölzl sah ihn den gesamten Tag nicht mehr. Um 14:30 Uhr wurde er zuletzt von Zeugen beim Snowboarden gesehen. Die Liftanlage stellte um 16 Uhr ihren Dienst ein, und nach dem Betreten seines Büros fielen Hinterhölzl die Gegenstände MacPhersons auf. Dies sorgte bei ihm jedoch weder an diesem noch in den nächsten Tagen für Beunruhigung, da er glaubte, dass MacPherson seine Sachen einfach vergessen hatte. Trotz der Anzeichen, dass MacPherson noch am selben Tag auf der Skipiste verunfallt war, hielt der Gendermariebeamte weiter die Theorie eines Wanderunfalls für am wahrscheinlichsten und ordnete keine Suchaktion auf der Piste an.
Es konnte nicht mit letztlicher Sicherheit geklärt werden, ob MacPherson seine Ausrüstung zurückgegeben hatte. Einerseits konnte sich Hinterhölzl schlicht nicht mehr daran erinnern, und der Verantwortliche des Geschäfts, wo er sich das Snowboard und die Schuhe gemietet hatte, hatte keine Erinnerung an den Kanadier und das Mietprotokoll des Monats August bereits entsorgt. Seine Aussagen, dass er kein Snowboard vermisse, bestätigten die Annahme der österreichischen Behörden, dass MacPherson erst nach seinem Aufenthalt am Gletscher verschwand. Vier Monate später erhielt die Familie ein Protokoll der kanadischen Botschaft, in welchem bekräftigt wurde, dass die Ausrüstung zurückgegeben wurde. Sein Führerschein, welcher wahrscheinlich als Pfand hinterlegt wurde, und seine Straßenschuhe wurden niemals wiedergefunden.
Am 25. September 1989 teilte die Polizei den MacPhersons mit, dass Duncan in keinem Hostel oder Hotel in Tirol als Gast in Erscheinung getreten war. Hinterhölzl jedoch war sich sicher, in welcher Jugendherberge er übernachtet hatte, und vier Tage später präsentierte ein Angestellter der Jugendherberge den Eltern seine Anmeldung in dieser, welche mit seiner Unterschrift bestätigt war.
Im Oktober beteiligten sich auch kanadische Suchtrupps in der Gletscherregion an der Suche nach dem Vermissten, welche aber genauso wie neue Ermittlungen im Juli 1990 keine Ergebnisse brachte. Im Februar 1993 wurde ein junger Mann in Deutschland aufgefunden, welcher offenbar an Amnesie litt und mit der Beschreibung MacPhersons übereinstimmte. Kurze Zeit später stellte sich heraus, dass diese Person nicht der Gesuchte war.

### Auffinden des Leichnams und eine ungeklärte Todesursache
In den folgenden Jahren reisten die Eltern immer wieder ins Stubaital, um nach MacPherson zu suchen. Eine neue Spur entdeckten sie jedoch niemals. Im Juli 2003 führte die als Jahrhundertsommer bezeichnete Hitzewelle in Europa auch am Stubaier Gletscher zu einer beträchtlichen Schneeschmelze. Diese brachte am 18. Juli 2003 einen roten Handschuh zum Vorschein, welcher rasch von einem Pistenarbeiter entdeckt wurde. Die Leiche wurde von Pistenarbeitern ohne Beihilfe eines Gerichtsmediziners freigelegt und später als Duncan MacPherson identifiziert. Er tauchte auf jener Piste wieder auf, welche als einzige am Tag seines Verschwindens geöffnet war und auf der er zuletzt gesehen worden war. Die Auffindungsstelle befand sich genauer am Schaufelferner, 35 Meter – in einem ersten Bericht wurden fälschlicherweise 120 Meter notiert – östlich des Schleppliftes Eisjoch II auf der Piste Schaufelschuss. MacPherson wies zahlreiche Frakturen und Verletzungen auf, außerdem waren Gliedmaßenteile vollständig abgetrennt.
Mit der Leiche wurden auch ein Snowboard und die dazugehörigen Schuhe gefunden. Es könnten jene gewesen sein, welche laut der Auskunft des Geschäftsleiters zurückgegeben worden waren. Dieser gab nach Auffinden der Leiche an, dass das Snowboard nicht aus seinem Geschäft stammte. Zusätzlich dazu wurden bei MacPherson zwei weitere Paare Handschuhe gefunden, welche niemandem zugeordnet werden konnten. Wären die nicht zurückgegebene Ausrüstung sowie die nicht abgeholten Gegenstände MacPhersons noch am selben Tag bemerkt worden, hätte sein Tod unter Umständen verhindert werden können, da eine Suchaktion vor Ort stattgefunden hätte und in Gletscherspalten gesehen worden wäre. Folgende Pistenpräparationen töteten MacPherson oder begruben ihn zumindest im Schnee. Laut der Aussage eines Mitarbeiters brachen Schneebrücken in den Sommermonaten häufig ein und mussten mit Schnee zugeschüttet werden. Dabei wurde nur in diese hineingesehen, wenn es eine Vermisstenmeldung gab.
Duncan MacPhersons Leichnam wurde ins Tal geflogen und dort vom zuständigen Sprengelarzt besichtigt. Dieser trug nach einer Beschauung als Todesursache ein „multiples Trauma“ ein. Im Totenschein wurde vermerkt, dass eine Obduktion durchgeführt wurde, jedoch fand in Wirklichkeit keine statt. Am 14. September kam der Abschlussbericht der Polizei zum Schluss, dass MacPherson aus dem Sessellift stürzte und beim Weg durch ein abgesperrtes Areal in eine Gletscherspalte gestürzt war, woraufhin er verstarb. Damit wäre MacPherson selbst für seinen Tod verantwortlich gewesen. Ob Gletscherspalten in dieser Zeit tatsächlich abgezäunt waren, konnte nicht ermittelt werden. Eine Obduktion wurde trotz Anfrage der Eltern nicht durchgeführt. Bevor die Leiche eingeäschert wurde, nahm der Gerichtsmediziner Walter Rabl in Innsbruck noch CT-Scans vor. Aufgrund dieser Aufnahmen vermutete eine kanadische Pathologin, dass die schweren Verletzungen durch Pistenbearbeitungsgeräte entstanden sein könnten und nicht durch den Sturz in die Gletscherspalte und die Gletscherbewegungen. MacPherson waren Gliedmaßen vollständig abgetrennt worden und er erlitt diverse Knochenbrüche und Gelenkzertrümmerungen. Laut Walter Rabl könnten diese Verletzungen jedoch auch auf die Gletscherbewegungen zurückgeführt werden.
Es existieren diverse Theorien, wie MacPherson zu Tode gekommen war, jedoch konnte aufgrund der fehlenden Obduktion keine bestätigt werden. Einerseits könnte sich sein Tod zugetragen haben wie von der Polizei geschildert. Auch könnte MacPherson in die Gletscherspalte gestürzt sein und schwer verletzt von der Pistenraupe überrollt und verschüttet worden sein oder gar auf der Piste im Nebelgestöber von der Pistenraupe gerammt und zugeschüttet worden sein, womit es sich um eine fahrlässige Tötung gehandelt hätte. Diese Theorie wurde von John Leake aufgestellt, welcher die mysteriösen Umstände von MacPhersons Tod in seinem Buch Eiskalter Tod: Unfall oder Verbrechen? sammelte. Ob sein Tod mit einer eingeleiteten Suchaktion am selben Tag verhindert werden hätte können, kann nicht geklärt werden.

### Unfälle am Stubaier Gletscher
Bereits ein Jahr vor dem Tod MacPhersons trug sich ein ähnlicher Unfall am Stubaier Gletscher zu. Am 4. August 1988 stürzte Yin Chung Chiu, ein Student aus Hongkong, in eine Gletscherspalte. Er konnte in kritischem Zustand gerettet werden und verstarb fünf Tage später nach seiner Bergung an seinen Verletzungen. Dies erfuhren MacPhersons Eltern und das kanadische Suchteam erst im Jahr 2003. Seit Oktober 1989 wurde in diesem Skigebiet ein italienischer Skifahrer vermisst, dessen Leichnam ebenfalls im heißen Sommer 2003 in einer Gletscherspalte gefunden wurde.
Laut der Aussage eines Pistenarbeiters stürzen am Stubaier Gletscher jährlich 15 bis 20 Personen durch die Schneebrücke, jedoch können diese rechtzeitig gerettet werden. Solche Vorfälle wurden laut des Arbeiters nie gemeldet. Auch die Eltern MacPhersons konnten im Juni 1990 einen solchen Vorfall beobachten, als eine Fußgeherin direkt auf der Skipiste einbrach, aber durch ihren Begleiter festgehalten werden konnte.
Ein deutscher Skifahrer brach im Jahr 2002 auf der Skipiste in eine Gletscherspalte, rief allerdings mit seinem Mobiltelefon Hilfe und konnte rechtzeitig gerettet werden.

### Kritik an der Arbeit österreichischer Behörden
Bereits das Verfahren der Mitarbeiter am Stubaier Gletscher am selben Tag wurde medial und von den Angehörigen kritisch betrachtet. Dem Shop fiel das Vermissen eines Snowboards nicht auf, weshalb auch keine Maßnahmen getroffen wurden. Die Schuhe und der Führerschein MacPhersons wurden ebenso nicht wiedergefunden. Der österreichische Nationalratsabgeordnete Peter Pilz (damals Die Grünen) richtete im Jahr 2009 eine schriftliche Anfrage bezüglich des Todesfalls MacPhersons an die Bundesministerin für Verkehr, Innovation und Technologie Doris Bures. Die Fragen daraus blieben jedoch unbeantwortet, da dieser für „Unfälle, die sich auf Schipisten ereignen, kompetenzrechtlich keine Zuständigkeit“ zukam.
Die Polizei und Verantwortliche vor Ort betonten stets, dass das Skigebiet sicher sei und MacPherson nach dem Snowboarden verunfallt sein musste. Vergleichbare Fälle zeigen, dass dies vor allem Ende der 1980er Jahre nicht immer der Fall war.
Zweifelhafte Angaben der Gerichtsmediziner, vor allem jene des Walter Rabl, welcher Präsident der Österreichischen Gesellschaft für Gerichtliche Medizin (ÖGGM) war und als stellvertretender Leiter Direktor der Gerichtsmedizin Innsbruck tätig ist, wurden von dem Autor Leake in dessen Buch präsentiert. Laut den Angaben der Eltern teilte Rabl diesen nicht mit, dass eine private Autopsie angefordert werden kann, wodurch es nie zu einer Obduktion kam.
Die Eltern MacPhersons äußerten auf Basis dieser Ungereimtheiten den Verdacht, dass absichtlich die wahren Umstände des Todes verschleiert wurden, um den Ruf des Skigebiets gegenüber Touristen nicht zu gefährden.

## Literarische und filmische Verarbeitung
Der US-amerikanische Autor John Leake recherchierte drei Jahre lang in diesem Fall und verfasste darüber ein Buch, welches im Jahr 2012 unter dem englischen Titel Cold a Long Time und unter dem deutschen Titel Eiskalter Tod: Unfall oder Verbrechen? erschien.
Der kanadische Fernsehsender CBC Television behandelte den Fall in der Fernsehsendung The Fifth Estate, welche im November 2006 unter dem Episodennamen Iceman ausgestrahlt wurde.

## Karrierestatistik
(Legende zur Spielerstatistik: Sp oder GP = absolvierte Spiele; T oder G = erzielte Tore; V oder A = erzielte Assists; Pkt oder Pts = erzielte Scorerpunkte; SM oder PIM = erhaltene Strafminuten; +/− = Plus/Minus-Bilanz; PP = erzielte Überzahltore; SH = erzielte Unterzahltore; GW = erzielte Siegtore; 1 Play-downs/Relegation; Kursiv: Statistik nicht vollständig)